# Frank O’Rourke (Politiker)

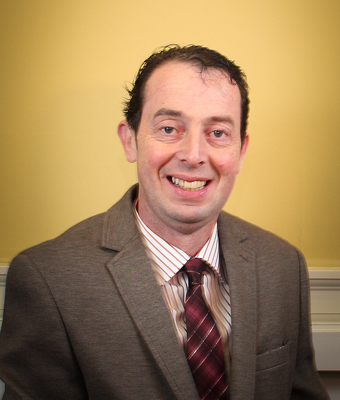
Frank O’Rourke (2016)

Frank O’Rourke (* 15. Mai 1967 in Sligo, Irland) ist ein irischer Politiker der Fianna Fáil. Er war von 2016 bis 2020 Teachta Dála (Abgeordneter) im Dáil Éireann, dem irischen Unterhaus.

## Leben
O’Rourke studierte am Institute of Technology in Sligo und kam später nach Kildare. Er war vor seinem Einstieg in die Politik Geschäftsführer bei der Irish Tar & Bitumen Suppliers Ltd.
2011 rückte er in den Kildare County Council nach. In dieser Zeit war er auch Bürgermeister von Naas in den County Council gewählt. 
Bei den Wahlen 2016 konnte er als Kandidat der Fianna Fáil im Wahlbezirk Kildare North einen Sitz im Dáil Éireann gewinnen. Diesen Sitz verlor er aber bei den Wahlen 2020 wieder. Seiner Ansicht nach war er Opfer einer Kampagne geworden und führte daraufhin einen Rechtsstreit mit Facebook und Twitter, um die beteiligten Personen zu ermitteln. 